# Бяков, Иван Иванович
Иван Иванович Бяков (21 сентября 1944, д. Исаковцы, Кировская область — 4 ноября 2009, Киев) — советский биатлонист, двукратный олимпийский чемпион в эстафете (1972 и 1976). Заслуженный мастер спорта СССР (1972).
Выступал за «Труд» (Кирово-Чепецк), с 1974 «Авангард» (Киев). Окончил Киевский институт физической культуры (1977), преподаватель.

## Биография
Родился в многодетной крестьянской семье (у родителей было 8 детей, Иван — 6-й ребёнок). На лыжах ходил с ранних лет. Когда начал учиться в сельхозтехникуме в Халтурине на бухгалтера, стал участвовать в районных соревнованиях.
Призван в армию, проходил службу в погранвойсках в Казахстане на границе с Китаем. В составе сборной Казахской ССР приехал на Спартакиаду народов СССР в Свердловск. На соревнованиях познакомился со своим будущим тренером Иваном Родыгиным, который взял его к себе после демобилизации.
В 1970 Бяков пробивается во 2-й состав сборной СССР по биатлону, с 1971 — в 1-й.
В 1972 — олимпийский чемпион по биатлону (1972, Саппоро) в эстафетной гонке 4x7,5 км. Участвовал в 3-м этапе.
Свои воспоминания о гонке описывает так:
«В эстафете первым из советских биатлонистов стартовал Александр Тихонов. После "лежки" (стрельбы в положении лежа) он сломал лыжу. Свою лыжу ему тотчас же одолжил немец Шпеер. Я в это время, будучи участником третьего этапа, разминался. Смотрю, Тихонов оказался на дистанции позади наших соперников. Он пришел только девятым. Ринату Сафину, который шел на втором этапе, удалось сократить разрыв - он передал мне эстафету первым. Путь к олимпийскому "золоту" завершил Виктор Маматов. Наша команда победила, выиграв у финишировавших вторыми финнов почти три минуты!»
В 1973 — чемпион СССР в гонке на 20 км. Однако после 1973 результаты пошли вниз, Бяков даже не проходил в сборную. Кроме того, руководство Спорткомитета РСФСР было недовольно, что Бяков переезжает в Киев на учёбу.
К Олимпиаде в Инсбруке готовился индивидуально. После того как выиграл Кубок СССР в начале 1976, был принят в олимпийскую команду.
В Инсбруке снова стал олимпийским чемпионом по биатлону в эстафетной гонке 4x7,5 км. При этом на этапе случилась неприятность: сразу после старта у него сломался ботинок, и он около минуты бежал на одной лыже. Бякова выручил французский биатлонист, отдав ему свою лыжу с ботинком сорок пятого размера. На ней Бяков все же добрался до очередного огневого рубежа.
Член КПСС с 1977 года. После ухода из большого спорта Иван Иванович работал в должности тренера в сборной страны по Украинской республике. Через 5 лет новое руководство освободило Бякова от должности.
Затем тренировал ребят в детской спортивной школе (вел занятия по стрельбе). Два года был председателем спортклуба «Восход». Потом возглавлял Государственную школу высшего спортивного мастерства (ГШВСМ).
С 1992 — президент Федерации биатлона Украины, работал в техническом комитете Международной федерации по биатлону.
В последние годы был членом президиума Федерации биатлона Украины. Похоронен на киевском кладбище «Берковцы» рядом с дочерью, внуком и внучкой.

## Семья
Женат; дочь Мария вместе с внуком и внучкой погибла в 1997 году в авиакатастрофе в Салониках. Муж Марии — футболист Владимир Лобас.

## Награды
- орден «Знак Почёта» (1976)
- медаль «За трудовую доблесть» (03.03.1972)

## Память
В феврале 2010 в Кирово-Чепецке, на стене дома, где он жил, установлена мемориальная доска.